# Il ladro di cardellini
Il ladro di cardellini è un film italiano del 2020 diretto da Carlo Luglio.

## Trama
Dopo la morte della moglie, Pasquale Cardinale passa il suo tempo tra alcol e videopoker. Per ripagare i suoi debiti rivende clandestinamente al mercato nero i cardellini che ruba dai bracconieri.

## Distribuzione
Il film è stato distribuito nelle sale cinematografiche italiane a partire dal 7 ottobre 2020.